# Cyclommatus metallifer aeneomicans
Cyclommatus metallifer aeneomicans es una subespecie de coleóptero de la familia Lucanidae.

## Distribución geográfica
Habita en Bacan, Halmahera y Kasiruta, en las Molucas septentrionales (Indonesia).